# لیبره‌آفیس کالک
حسابگر لیبره‌آفیس (به انگلیسی: LibreOffice Calc)، صفحه گسترده بستهٔ نرم‌افزاری لیبره‌آفیس و یک نرم‌افزار آزاد تحت پروانهٔ همگانی موزیلا است.
حسابگر لیبره‌آفیس، پس از انشعاب گرفتن از OpenOffice.org در سال ۲۰۱۰، برای رفع بسیاری از نقص در محاسبات فرمول مربوط به منابع خارجی و تقویت عملکرد ذخیره‌سازی داده‌ها، به ویژه هنگام مراجعه به داده‌های بزرگ، دست به کار مجدد زیادی برای انتقال مرجع خارجی شد.
علاوه بر این، کالک اکنون از یک میلیون ردیف در صفحه گسترده با ارجاع کلان به هر سلول پشتیبانی می‌کند.
حسابگر لیبره‌آفیس قادر به باز و ذخیره بیشتر صفحات گسترده در قالب پرونده مایکروسافت اکسل است. این نرم‌افزار همچنین قابلیت ذخیره صفحات گسترده به عنوان فایل‌های PDF را دارد.
مانند کل مجموعه حسابگر لیبره‌آفیس، برای سیستم‌عامل‌های مختلفی از جمله لینوکس، مک او اس، مایکروسافت ویندوز و فری‌بی‌اس‌دی در دسترس است.
اکنون بتای بسته لیبره آفیس در AmigaOS 4.1 وجود دارد.